# ناحوم سونينبرغ
ناحوم سونينبرغ، OC FRS FRSC (ولد 29 ديسمبر 1946) هو عالم أحياء الدقيقة الكندي الإسرائيلي وعالم الكيمياء الحيوية. وهو أستاذ للكيمياء الحيوية في جامعة مكغيل في مونتريال، كيبيك، كندا. كان باحثًا دوليًا في معهد هوارد هيوز الطبي من 1997 إلى 2011، وهو الآن باحث عالمي أقدم.